# Lijst van voetbalinterlands Montenegro - Tsjechië
Deze lijst van voetbalinterlands is een overzicht van alle officiële voetbalwedstrijden tussen de nationale teams van Montenegro en Tsjechië. De landen hebben tot op heden zes keer tegen elkaar gespeeld. De eerste ontmoeting, een kwalificatiewedstrijd voor het Europees kampioenschap voetbal 2012, werd gespeeld in Praag op 11 november 2011. Het laatste duel, een kwalificatiewedstrijd voor het Wereldkampioenschap voetbal 2026, vond plaats op 6 juni 2025 in Pilsen.

## Wedstrijden
| № | Plaats    | Datum             | Competitie           | Wedstrijd             | Uitslag |
| - | --------- | ----------------- | -------------------- | --------------------- | ------- |
| 1 | Praag     | 11 november 2011  | EK 2012 kwalificatie | Tsjechië − Montenegro | 2 − 0   |
| 2 | Podgorica | 15 november 2011  | EK 2012 kwalificatie | Montenegro − Tsjechië | 0 − 1   |
| 3 | Olomouc   | 10 juni 2019      | EK 2020 kwalificatie | Tsjechië − Montenegro | 3 − 0   |
| 4 | Podgorica | 10 september 2019 | EK 2020 kwalificatie | Montenegro − Tsjechië | 0 − 3   |
| 5 | Podgorica | 20 juni 2023      | Vriendschappelijk    | Montenegro − Tsjechië | 1 − 4   |
| 6 | Pilsen    | 6 juni 2025       | WK 2026 kwalificatie | Tsjechië – Montenegro | 2 − 0   |
| 7 | Nikšić    | 5 september 2025  | WK 2026 kwalificatie | Montenegro – Tsjechië |         |

## Samenvatting
| Competitie        | Totaal gespeeld | Winst Montenegro | Gelijk | Winst Tsjechië | Doelsaldo Montenegro – Tsjechië |
| ----------------- | --------------- | ---------------- | ------ | -------------- | ------------------------------- |
| WK-kwalificatie   | 1               | 0                | 0      | 1              | 0 − 2                           |
| EK-kwalificatie   | 4               | 0                | 0      | 4              | 0 − 9                           |
| Vriendschappelijk | 1               | 0                | 0      | 1              | 1 − 4                           |
| Totaal            | 6               | 0                | 0      | 6              | 1 − 15                          |

## Details

### Eerste ontmoeting
| EK 2012 kwalificatie (play-offs) (Praag, Tsjechië, 11 november 2011): |       |            |
| Tsjechië                                                              | 2 – 0 | Montenegro |
| Václav Pilař 63' Tomáš Sivok 90+2'                                    | goals |            |

### Tweede ontmoeting
| EK 2012 kwalificatie (play-offs) (Podgorica, Montenegro, 15 november 2011): |       |                  |
| Montenegro                                                                  | 0 – 1 | Tsjechië         |
|                                                                             | goals | 81' Petr Jiráček |

FSCG · A-internationals · Bondscoaches · Statistieken · Montenegrijns vrouwenelftal · Montenegro U21 · Montenegro U20 · Montenegro U19 · Montenegro U17 · Servië en Montenegro U19 · Servië en Montenegro U17
2003 – 2006** · 
2007 – 2009 · 
2010 – 2019 ·
2020 − 2029
EK 2008 · 
EK 2012 · 
EK 2016
WK 2006** · 
WK 2010 · 
WK 2014 · 
WK 2018
OS 2004** · 
OS 2008 · 
OS 2012 · 
OS 2016
2007 · 
2008 · 
2009 · 
2010 · 
2011 · 
2012 · 
2013 · 
2014 · 
2015 · 
2016 · 
2017 ·
2018 ·
2019 ·
2020 ·
2021 ·
2022 ·
2023
Albanië ·
Armenië ·
Azerbeidzjan ·
België · 
Bosnië en Herzegovina ·
Bulgarije ·
Colombia ·
Cyprus ·
Denemarken · 
Engeland ·
Estland ·
Faeröer ·
Finland ·
Georgië ·
Ghana ·
Gibraltar ·
Griekenland ·
Hongarije ·
Ierland ·
IJsland ·
Iran · 
Israël ·
Italië ·
Japan ·
Kazachstan ·
Kosovo ·
Letland ·
Libanon ·
Liechtenstein ·
Litouwen ·
Luxemburg ·
Moldavië ·
Nederland ·
Noord-Ierland ·
Noord-Macedonië ·
Noorwegen ·
Oekraïne ·
Oezbekistan ·
Oostenrijk ·
Polen ·
Roemenië ·
Rusland · 
San Marino ·
Servië ·
Slovenië ·
Slowakije ·
Tsjechië ·
Turkije ·
Wales ·
Wit-Rusland ·
Zweden ·
Zwitserland
Argentinië (2006) · 
Ivoorkust (2006) · 
Nederland (2006)
** - Onder de naam Servië en Montenegro
FAČR · A-internationals · Bondscoaches · Selecties · Statistieken · Tsjechisch vrouwenelftal · Olympisch elftal · Tsjechië U21 · Tsjechië U20 · Tsjechië U19 · Tsjechië U18 · Tsjechië U17 · Tsjechië U16
EK 1996 · 
EK 2000 · 
EK 2004 · 
EK 2008 · 
EK 2012 · 
EK 2016 · 
EK 2020
WK 1998 · 
WK 2002 · 
WK 2006 · 
WK 2010 · 
WK 2014 · 
WK 2018 · 
WK 2022
OS 2000
1906 · 1907 · 1908 · 1909 – 1938 · 1939 · 1940 – 1993 · 1994 · 1995 · 1996 · 1997 · 1998 · 1999 · 2000 · 2001 · 2002 · 2003 · 2004 · 2005 · 2006 · 2007 · 2008 · 2009 · 2010 · 2011 · 2012 · 2013 · 2014 · 2015 · 2016 · 2017 · 2018 · 2019 · 2020 · 2021 · 2022 · 2023 · 2024 · 2025
Albanië ·
Andorra ·
Armenië ·
Australië ·
Azerbeidzjan ·
België ·
Bosnië en Herzegovina ·
Brazilië ·
Bulgarije ·
Canada ·
China ·
Costa Rica ·
Cyprus ·
Denemarken ·
Duitsland ·
Engeland ·
Estland ·
Faeröer ·
Finland ·
Frankrijk ·
Georgië ·
Ghana ·
Gibraltar ·
Griekenland ·
Hongarije ·
Ierland ·
IJsland ·
Israël ·
Italië ·
Japan ·
Joegoslavië ·
Kazachstan ·
Koeweit ·
Kosovo ·
Kroatië ·
Letland ·
Libanon ·
Liechtenstein ·
Litouwen ·
Luxemburg ·
Malta ·
Marokko ·
Mexico ·
Moldavië ·
Montenegro ·
Nederland ·
Nigeria ·
Noord-Ierland ·
Noord-Macedonië ·
Noorwegen ·
Oekraïne ·
Oostenrijk ·
Paraguay ·
Peru ·
Polen ·
Portugal ·
Qatar ·
Roemenië ·
Rusland ·
San Marino ·
Saoedi-Arabië ·
Schotland ·
Servië ·
Slovenië ·
Slowakije ·
Spanje ·
Trinidad en Tobago ·
Turkije ·
Uruguay ·
Verenigde Arabische Emiraten ·
Verenigde Staten ·
Wales ·
Wit-Rusland ·
Zuid-Afrika ·
Zuid-Korea ·
Zweden ·
Zwitserland
Denemarken (2021) · 
Duitsland (1996, 2) · 
Engeland (2021) · 
Ghana (2006) · 
Griekenland (2012) · 
Italië (2006) · 
Kroatië (2016) · 
Kroatië (2021) · 
Nederland (2021) · 
Polen (2012) · 
Portugal (2008) · 
Portugal (2012) · 
Rusland (2012) · 
Schotland (2021) · 
Spanje (2016) · 
Turkije (2008) · 
Verenigde Staten (2006) ·
Zwitserland (2008)